# كاستينازو
كاستينازو (بالإيطالية: Castenaso)‏ هي بلدية في مقاطعة بولونيا في إقليم إميليا رومانيا الإيطالي.

## السكان
في سنة 1861 بلغ عدد السكان 3٬903 نسمة، وتطور العدد ليصل في سنة 2011 لـ 14٬352 نسمة.
يظهر هذا المخطط البياني تطور النمو السكاني لـ كاستينازو

## توأمة
لكاستينازو اتفاقيات توأمة مع:
- ريثيمنو